# Chodowiec
Chodowiec – przysiółek wsi Chodów, w Polsce, w województwie małopolskim, w powiecie miechowskim, w gminie Charsznica.
W latach 1975–1998 miejscowość administracyjnie należała do województwa kieleckiego.